# Aprilie 1990
Acest articol este generat integral pe baza informațiilor din articolul 1990 și este actualizat periodic de un robot.
 Editările făcute în articol vor fi șterse la următoarea actualizare! Dacă doriți să faceți modificări, editați articolul-sursă.

ianuarie -
februarie -
martie -
aprilie -
mai -
iunie -
iulie -
august -
septembrie -
octombrie -
noiembrie -
decembrie
Aprilie 1990 a fost a patra lună a anului și a început într-o zi de duminică.

## Evenimente

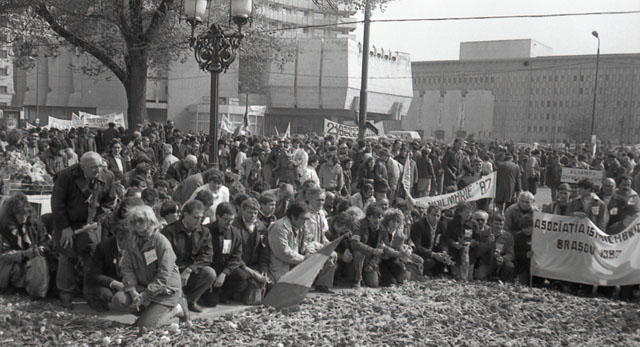
Manifestațiile din Piața Universității

- 4 aprilie: La Patriarhie are loc solemnitatea întoarcerii în scaunul patriarhal a Prea Fericitului Teoctist Arăpașu, care anunțase la 18 ianuarie retragerea la pensie din motive de sănătate.[1]
- 6 aprilie: Ion Rațiu este ales candidat la președinție din partea PNȚCD.
- 7 aprilie: Ion Iliescu este ales președinte al FSN.
- 8 aprilie: Slovenia și Croația se pronunță prin referendum  pentru independență.
- 11 aprilie: Guvernul României nu îi permite fostului suveran Mihai să viziteze țara de Paște.
- 11 aprilie: Înființarea Centrului European de Cultură din București.
- 20 aprilie: Este lansat telescopul Hubble.
- 21 aprilie: În cele patru luni care au trecut de la Revoluția din decembrie, la Tribunalul București au fost înregistrate 80 de partide politice.[1]
- 22 aprilie: Manifestațiile din Piața Universității: După un miting electoral al PNȚCD, o parte dintre manifestanți se baricadează în Piața Universității din București. În zilele următoare mii de manifestanți se strâng în Piața Universității. S-a cerut aplicarea punctului 8 din Proclamația de la Timișoara, aflarea adevărului despre Revoluție, separarea puterilor în stat, alegeri libere. Sute de personalitîți au vorbit de la balconul Universtății.
- 24 aprilie: Manifestațiile din Piața Universității: La ședința CPUN, Ion Iliescu afirmă că în Piața Universității manifestă golani și grupuri de huligani.
- 25 aprilie:  În Piața Universități se strâng tot mai mulți oameni. Se poartă pancarte cu: „Ieri huligani, azi golani”. Apar ecusoane cu însemnul „golan” și variantele „golan convins” și „golan manipulat”.[1]
- 28 aprilie: Mircea Snegur este ales președinte al Sovietului Suprem al RRS Moldovenești.

## Nașteri
Guilherme Sityá, fotbalist brazilian
Miralem Pjanić, fotbalist bosniac
Crina Pintea, handbalistă română
Madison Brengle, jucătoare de tenis
Dorothea Wierer, biatlonistă italiană
Lovre Kalinić, fotbalist croat
Manabu Saito, fotbalist japonez
Florin Ioniță, jucător român de rugby în XV
Bakary Saré, fotbalist ivorian
Charlie McDermott, actor american
Sorana Cîrstea, jucătoare română de tenis
Adrian Popa (fotbalist născut în 1990), fotbalist român
Isabel Guialo, handbalistă angoleză
Freddie, cântăreț maghiar
Kristen Stewart, actriță americană
Luiz Marcelo Morais dos Reis, fotbalist brazilian
Victor Râmniceanu, fotbalist român
Hiroki Sakai, fotbalist japonez
Lodovica Comello, actriță, cântăreață, muziciană, compozitoare și dansatoare italiană
Anastasija Sevastova, jucătoare de tenis letonă
Sharon Kovacs, cântăreață olandeză
Jean-Marie Amani, fotbalist francez
Emma Watson, actriță britanică si model
Jules Sitruk, actor francez
Stefan Nikolić, fotbalist muntenegrean
Wojciech Szczęsny, fotbalist polonez
Héctor Herrera, fotbalist mexican
Denis Garmaș, fotbalist ucrainean
Roland Stănescu, fotbalist român (d. 2022)
Ciprian Ioan Pascal, muzician român
Roy Smith, fotbalist costarican
Cătălin Golofca, fotbalist român
Aleksandar Prijović, fotbalist sârb
Machine Gun Kelly, rapper american
Alina Stănculescu, gimnastă artistică română
Jean-Éric Vergne, pilot de curse auto francez
Jonathan dos Santos, fotbalist mexican
Lucia Dumitrescu, cântăreață română
Vlăduț Simionescu, judocan român

## Decese
Sarah Vaughan, 66 ani, cântăreață americană (n. 1924)
Robert Abernathy, 65 ani, scriitor american (n. 1924)
Ivar Lo-Johansson, 89 ani, scriitor suedez (n. 1901)
Georges Lacombe, 87 ani, regizor francez de film (n. 1902)
Greta Garbo (n. Greta Lovisa Gustafson), 84 ani, actriță suedeză de film (n. 1905)
Paul G. Dimo (Paul Gheorghe Dimo), 84 ani, inginer român (n. 1905)
Frédéric Rossif, 67 ani, regizor de film francez (n. 1922)
Paulette Goddard, 80 ani, actriță americană (n. 1910)